# François Flameng

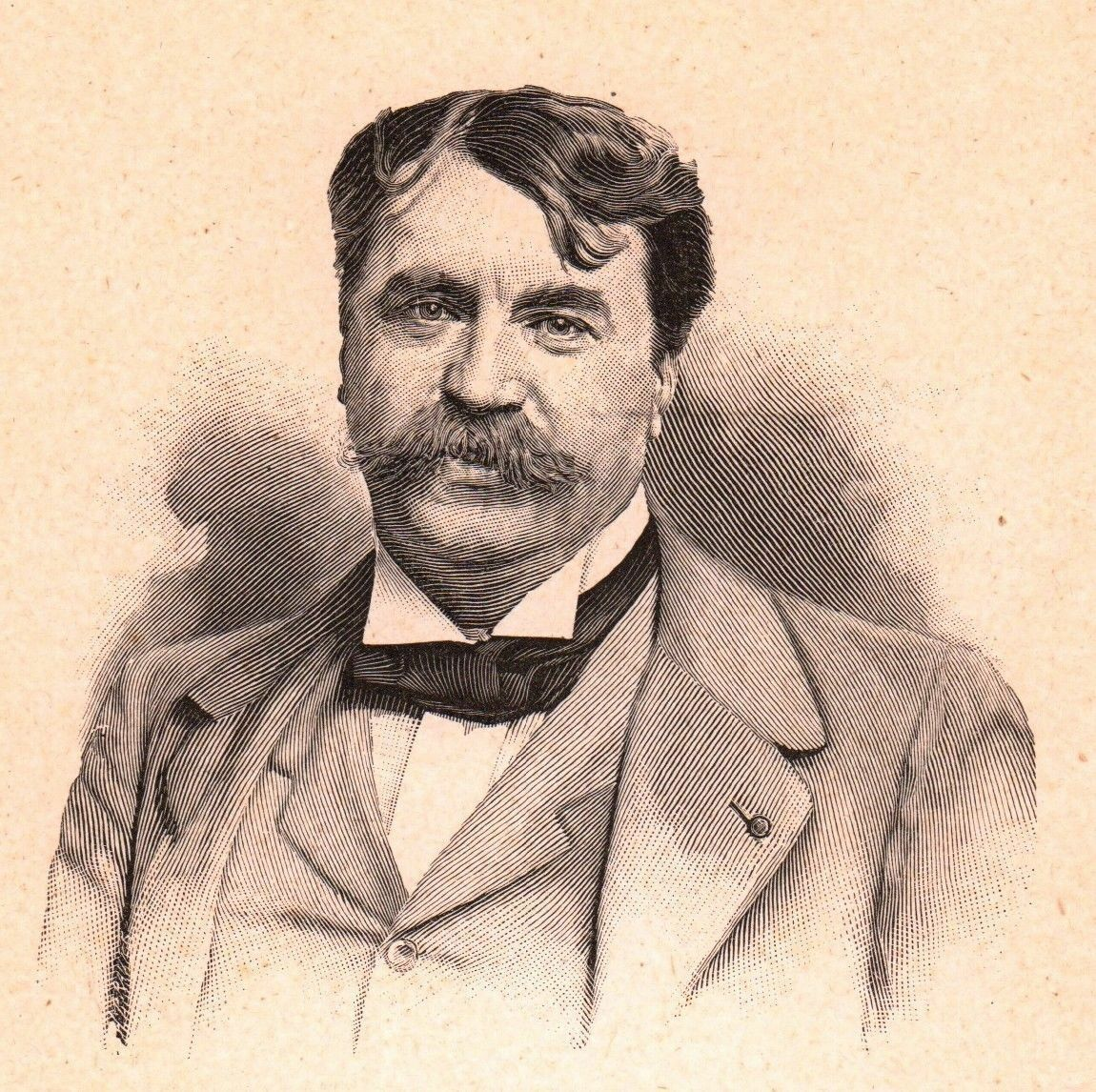

François Flameng, född 6 december 1856, död 28 februari 1923, var en fransk målare och grafiker.
Flameng studerade hos Alexandre Cabanel och Jean-Paul Laurens, målade historie- och genreframställningar från 1700-talet och revolutionen. Tidvis arbetade Flameng även för Londons och New Yorks finansaristokrati. 1887-88 utförde han sitt främsta verk, 6 dekorativa målningar på Sorbonne.